# Osceola County Stadium
El Osceola County Stadium es un estadio de deportes al aire libre ubicado en Kissimmee, Florida, que forma parte del campo de entrenamiento más amplio del Orlando City SC en Osceola Heritage Park.
Originalmente un parque de béisbol, Orlando City SC lo convirtió en un estadio específico de fútbol en 2019 para albergar al equipo de reserva de la USL League One del club, Orlando City B, antes de la temporada 2020. Anteriormente había servido como campo local para Kissimmee Cobras (1995-2000), Osceola Astros (1985-1994) y Florida Fire Frogs (2017-2019) de la Florida State League.

## Remodelación
El estadio y complejo del condado de Osceola se renovó significativamente en 2003 a un precio de 18,4 millones de dólares. La renovación aumentó la capacidad de asientos, mejoró el palco de prensa, mejoró las casas club y agregó 'Autograph Alley', que es una característica popular de la primavera. Eventos de formación.
En mayo de 2019, Florida Fire Frogs aceptó una compra de medio millón de dólares del condado para irse al final de la temporada 2019. El estadio será remodelado para ser parte de un complejo de entrenamiento más grande de 20 acres (8.1 ha) en Osceola Heritage Park para Orlando City SC de la Major League Soccer para albergar a su equipo senior de la MLS, el equipo de reserva de la USL League One y la Development Academy. Además del estadio, el campo de entrenamiento también incluirá cuatro campos de práctica - tres de césped natural y uno artificial - un centro de fitness, entrenamiento y recuperación; Un salón de jugadores; Comedor y una sala de cine, así como 30 000 pies cuadrados (2800 m²) de espacio de oficina para el personal de trabajo y las instalaciones para apoyar las operaciones de los medios de comunicación.